# Hermann von Wissmann
Pour les articles homonymes, voir Wissmann.
Hermann von Wissmann, né le 4 septembre 1853 à Francfort-sur-l'Oder et mort le 15 juin 1905 à Weißenbach bei Liezen, en Styrie, est un colonisateur allemand qui fut commissaire de l'Empire, du 8 février 1888 au 21 février 1891, et gouverneur de l’Afrique orientale allemande du 26 avril 1895 au 3 décembre 1896.

## Biographie
Hermann est le fils du conseiller d'Etat Hermann Ludwig Wissmann (1820-1869) et de son épouse Elise, née Schach von Wittenau (1829-1910). Avant lui, certains membres de la famille Wißmann (de) ont déjà été promus à la noblesse prussienne. Lui-même est anobli dans la noblesse prussienne héréditaire en 1890 avant d'être promu major,.
Wissmann passe la majeure partie de sa jeunesse en province de Saxe (Langensalza et Erfurt). Après le lycée d'Erfurt (de), il entre en 1871 à la maison des cadets de Berlin et passe l'examen d'enseigne l'année suivante. Le 28 avril 1872, il rejoint le 90e régiment de fusiliers (de) à Rostock en tant qu'enseigne de porte-enseigne et est promu au grade de lieutenant-secrétaire le 15 janvier 1874. Il est connu comme le « fou Wissmann » en raison de ses excès et de ses duels et doit purger une peine de quatre mois de prison pour un duel au pistolet. C'est à Rostock qu'il fait la connaissance du voyageur africain Paul Pogge,
.
De 1883 à 1885, il travailla pour le compte du roi des Belges Léopold II comme explorateur et officier de la force publique. C'est alors qu’il fonda le poste militaire de Luluaburg (château sur la Lulua). Ce poste est à l'origine de la ville de Luluabourg, devenue Kananga en République démocratique du Congo. De 1886 à 1887, il traversa l'Afrique du Congo jusqu’à l’embouchure du Zambèze.
Il parcourut une partie du trajet avec les Pères blancs Joseph Dupont et Armand Merlon.